# Criado (Timor)

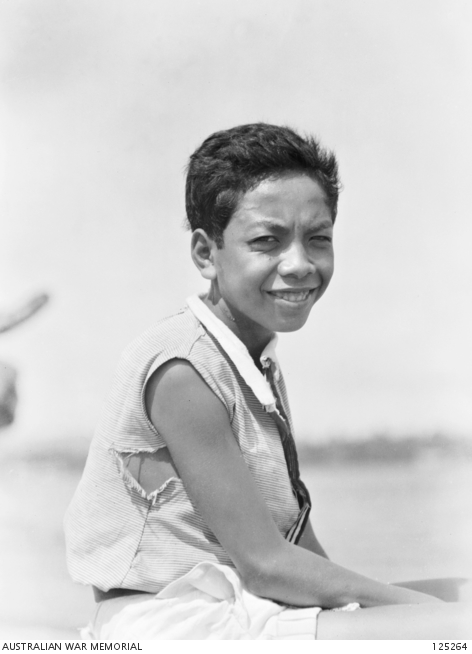
Akiu, ein junger chinesischer Timorese, war einer der Criados der Sparrow Force

Criados (portugiesisch für „Diener“, „Dienstbote“, „Knecht“, manchmal fälschlich Creado) waren im Zweiten Weltkrieg jugendliche Helfer australischer Soldaten in Portugiesisch-Timor.

## Hintergrund
Zur Zeit des Zweiten Weltkrieges war der Westen der südostasiatischen Insel Timor Teil von Niederländisch-Indien, während der Osten die Kolonie Portugiesisch-Timor bildete. Portugal war im Krieg neutral, doch befürchteten die Alliierten, dass Japan die Kolonie als Sprungbrett zum nahe gelegenen Australien nutzen könnte, weswegen niederländische und britisch-australische Truppen am 17. Dezember 1941 in der Kolonialhauptstadt landeten, trotz portugiesischer Proteste. Japan nahm die Präsenz alliierter Truppen zum Anlass, im Februar 1942 beide Teile Timors zu besetzen. Zahlenmäßig unterlegen begannen die Alliierten mit der Sparrow Force in Portugiesisch-Timor einen Guerillakrieg, um möglichst viele japanische Truppen zu binden und eine Invasion Australiens zu verhindern. Unterstützung erhielten die Soldaten auch von timoresischen und portugiesischen Einheimischen.

## Die Criados

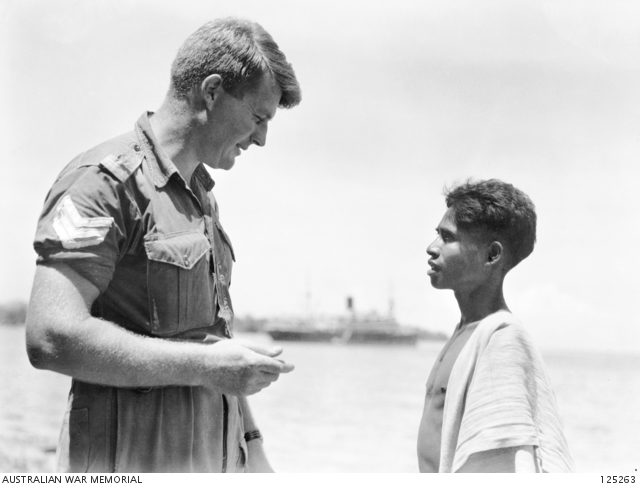
Sergeant Milson trifft auf seinen Criado Manuberi nach dem Krieg (1946)

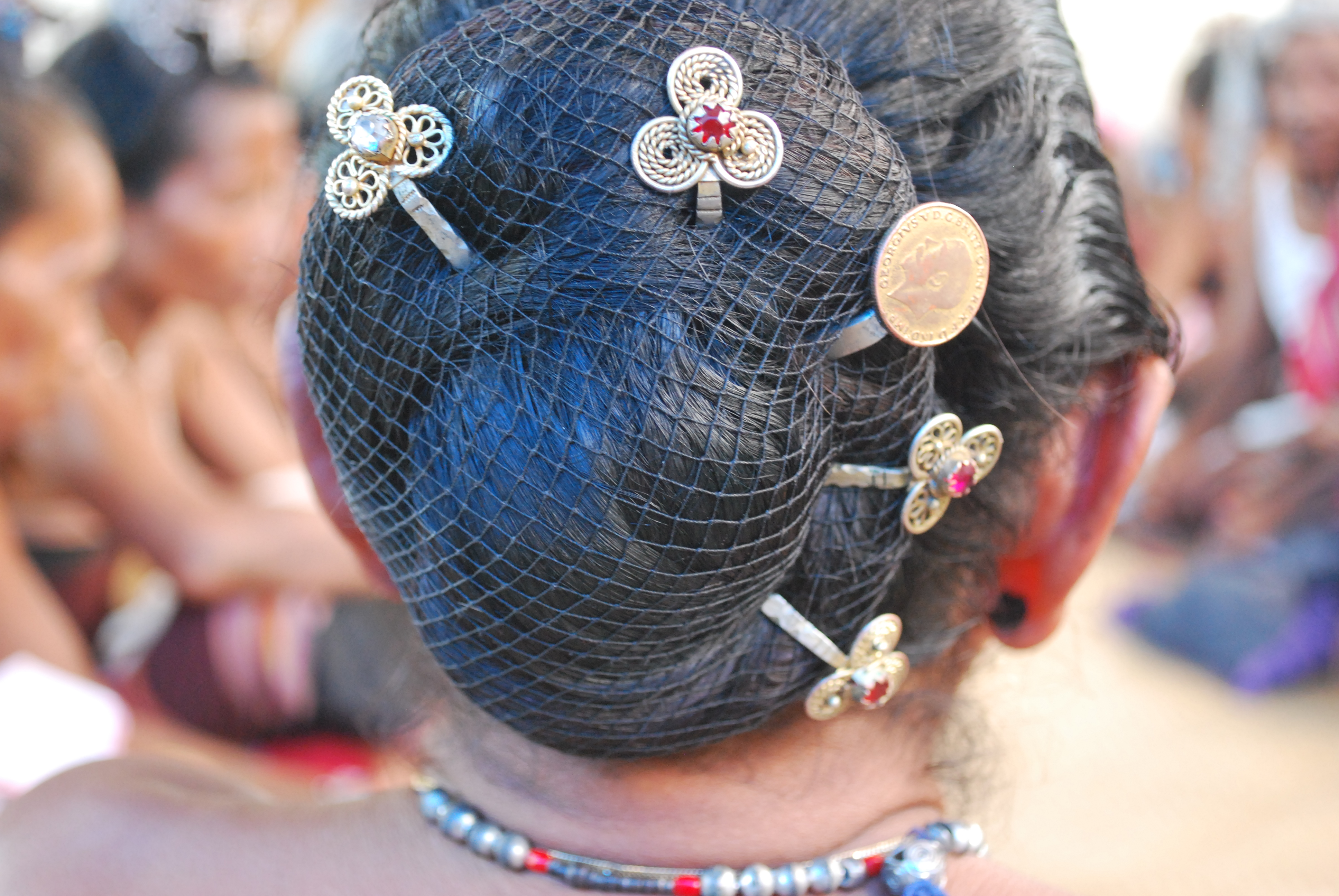
Der Sold der Criados bestand aus britischen Silbermünzen, von denen eine hier zu einer Haarnadel verarbeitet wurde.

Die Criados waren Jungen im Alter von 8 bis 14 Jahren, das Durchschnittsalter lag bei 13. Sie dienten den Alliierten zugleich als Führer, Träger und Späher. Die Criados waren die Augen und Ohren für die Australier und auch wichtig bei der Nahrungsmittelbeschaffung. Sie gingen als Erste in Dörfer, um zu prüfen, auf welcher Seite die Einwohner standen und ob japanische Patrouillen in der Nähe waren. Die Australier waren völlig von den Jungen und der Hilfe der timoresischen Bevölkerung abhängig. Die ersten zwei Monate hatten die Australier keinen Kontakt zur Heimat, weshalb man sie für tot oder gefangen hielt. Erst später kam Nachschub aus Australien, der aber mit zunehmendem Vordringen der Japaner immer größere Schwierigkeiten hatte. So blieben auch die Silberflorin aus, mit denen die Criados bezahlt werden sollten. Trotzdem halfen sie den Soldaten weiterhin.
Die Criados beteiligten sich auch an Gefechten, obwohl der portugiesische Gouverneur die Neutralität der Bevölkerung unter der Besatzung wahren wollte. Da sich Timoresen auf Seiten der Alliierten engagierten, nahmen die Japaner dies zum Anlass, verstärkt selbst Timoresen anzuwerben. Aus Atambua wurden timoresische Hilfstruppen der Japaner in den Osten gebracht, die Colunas Negras.
Im Dezember 1942 wurden die alliierten Soldaten von Timor evakuiert. Sie gingen davon aus, dass auch ihre Criados nach Australien gebracht werden sollten, da ihnen in japanischer Gefangenschaft die Todesstrafe drohte. Doch als die Criados an Bord der Boote klettern wollten, wurden sie rüde mit den Worten „No niggers“ („Keine Neger“) zurückgewiesen und mussten auf Timor bleiben.

## Nach dem Krieg

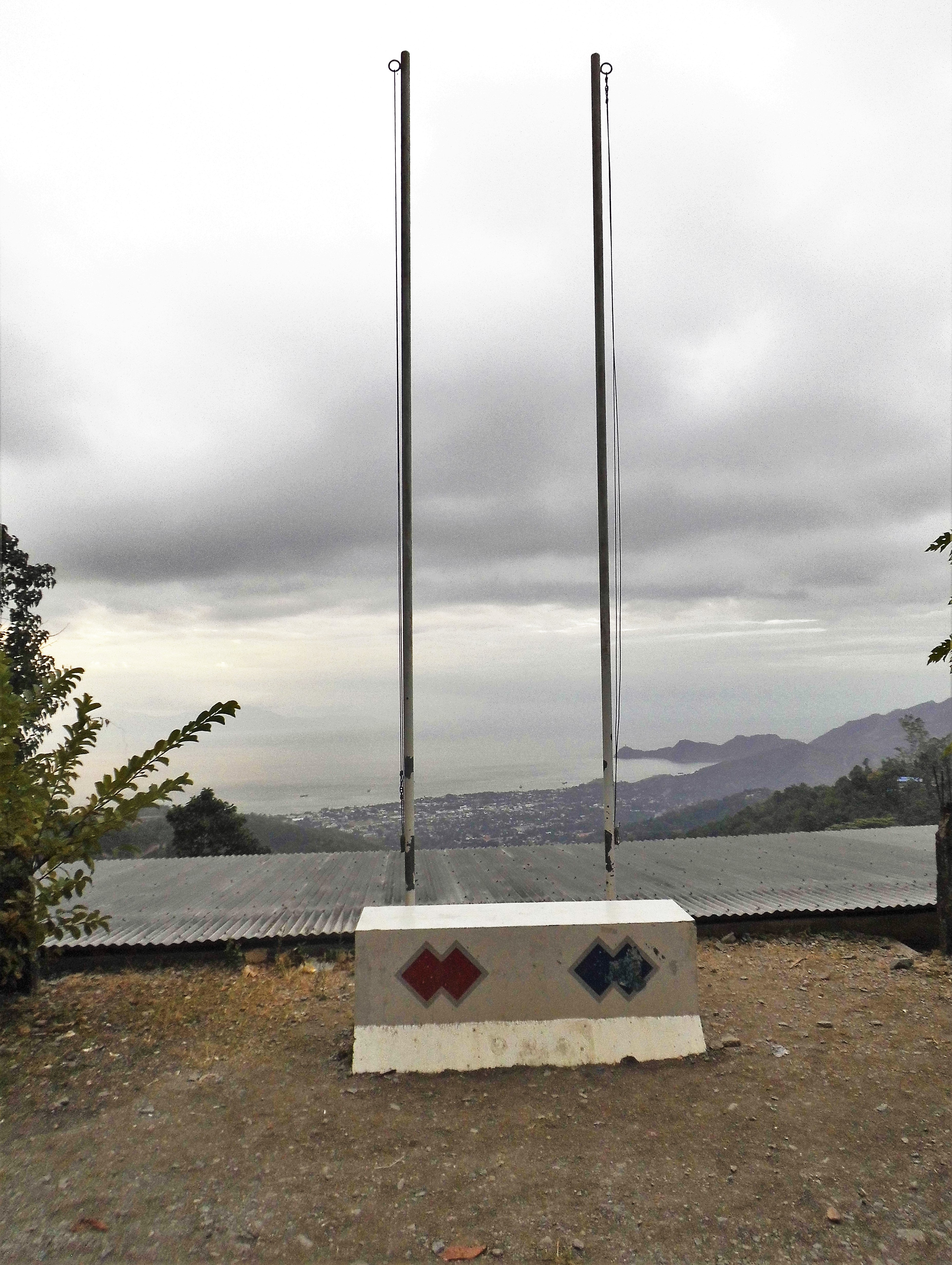
Australisches Mahnmal zum Zweiten Weltkrieg in Osttimor, von australischen Veteranen 1969 errichtet.

Im Zweiten Weltkrieg verloren insgesamt zwischen 40.000 und 70.000 Timoresen ihr Leben. In der Geschichtsschreibung englischsprachiger Länder sind die Criados die einzigen Timoresen, die auf Seiten der Alliierten Erwähnung finden. Eine Gruppe von Soldaten, die ihren Dienst auf Timor versehen hatten, kehrten nach dem Krieg zurück, leisteten Entwicklungshilfe und unterstützten die osttimoresische Unabhängigkeitsbewegung politisch, nachdem Indonesien ab 1975 das Land für 24 Jahre besetzte. Die australische Regierung war allerdings die einzige weltweit, die die indonesische Annexion de facto anerkannte. Zum ANZAC Day 2017 wurde eine Ausstellung im Western Australian Museum zu Ehren der timoresischen Jungen organisiert. Persönliche Ehrungen oder Danksagungen blieben von australischer Seite aus. Als 2010 mit Rufino Alves Correia der letzte Criado verstarb, beklagte Osttimors Präsident José Ramos-Horta die fehlende Dankbarkeit Australiens. Auch der Einsatz des ehemaligen australischen Brigadegenerals Ernie Chamberlain für eine Würdigung blieb erfolglos.